# Sabine Ellerbrock
Sabine Ellerbrock (ur. 1 listopada 1975 w Bielefeld) – niemiecka tenisistka niepełnosprawna, liderka rankingu singlowego, zwyciężczyni dwóch turniejów wielkoszlemowych w grze pojedynczej, finalistka mistrzostw na zakończenie sezonu w grze pojedynczej (2015), trzykrotna finalistka tej imprezy w grze podwójnej (2012, 2013, 2017). W przeciągu całej kariery Ellerbrock zwyciężyła w 42 turniejach singlowych i 31 deblowych.

## Historia występów
Legenda
     W, wygrany turniej
     F, przegrana w finale
     SF, przegrana w półfinale
     SFP, SFW, przegrana, wygrana w meczu o trzecie miejsce
     QF, przegrana w ćwierćfinale
     xR przegrana w x rundzie
     LQ, przegrana w kwalifikacjach
     RR, przegrana w fazie grupowej
     A, brak startu
     NH, impreza nie odbyła się

### Występy w Wielkim Szlemie

#### Gra pojedyncza
| Wielkoszlemowe turnieje w singlu na wózkach |                |                |                |                |                |    |    |    |    |    |
| Australian Open                             | A              | SF             | F              | W              | SF             | QF | SF | SF | QF | QF |
| French Open                                 | QF             | QF             | W              | SF             | SF             | F  | F  | SF | QF | A  |
| Wimbledon                                   | Nie rozgrywano | Nie rozgrywano | Nie rozgrywano | Nie rozgrywano | Nie rozgrywano | QF | F  | QF | QF | NH |
| US Open                                     | A              | NH             | F              | QF             | QF             | NH | QF | SF | QF | A  |

#### Gra podwójna
| Wielkoszlemowe turnieje w deblu na wózkach |    |    |    |    |    |    |    |    |    |    |
| Australian Open                            | A  | SF | SF | SF | SF | SF | SF | SF | F  | SF |
| French Open                                | SF | F  | F  | SF | SF | SF | SF | SF | F  | A  |
| Wimbledon                                  | A  | A  | SF | SF | SF | SF | SF | F  | SF | NH |
| US Open                                    | A  | NH | F  | SF | F  | NH | SF | SF | F  | A  |

### Turnieje Masters oraz igrzyska paraolimpijskie
| Turnieje Masters         |    |    |     |                |                |                |    |                |                |                |
| singel                   | A  | RR | SF  | RR             | RR             | F              | RR | RR             | RR             | RR             |
| debel                    | RR | A  | F   | F              | SF             | SF             | A  | F              | A              | A              |
| Igrzyska paraolimpijskie |    |    |     |                |                |                |    |                |                |                |
| singel                   | NH | NH | SFP | Nie rozgrywano | Nie rozgrywano | Nie rozgrywano | A  | Nie rozgrywano | Nie rozgrywano | Nie rozgrywano |
| debel                    | NH | NH | QF  | Nie rozgrywano | Nie rozgrywano | Nie rozgrywano | A  | Nie rozgrywano | Nie rozgrywano | Nie rozgrywano |